# 22906 Лізаюкіс
22906 Лізаюкіс (22906 Lisauckis) — астероїд головного поясу, відкритий 3 жовтня 1999 року.
Тіссеранів параметр щодо Юпітера — 3,478.